# Tenerife (eiland)
Tenerife is het grootste eiland van de Canarische Eilanden, een tot Spanje behorende eilandengroep in de Atlantische Oceaan. Het eiland ligt ongeveer 400 km van de kust van Marokko en de Westelijke Sahara en is met ruim 900.000 mensen het eiland met de meeste inwoners van Spanje. Evenals de buureilanden is het een eiland van vulkanische oorsprong. De grootste vulkaan van het eiland is El Teide, die met 3718 meter meteen de hoogste berg van de Canarische Eilanden en zelfs van heel Spanje is.
Tenerife wordt met vier lettergrepen uitgesproken, maar Nederlandstaligen laten meestal de laatste lettergreep weg.

## Geschiedenis
Voor de Spaanse verovering woonden de Guanchen, de oorspronkelijke bewoners van de Canarische Eilanden, op Tenerife.
Ruim vijfhonderd jaar geleden, in 1494, arriveerde de 'conquistador' Alonso Fernández de Lugo in de baai van Añaza (thans de haven van Santa Cruz). Het Spaanse koningshuis had hem bevel gegeven om Tenerife, het enige Canarische eiland dat nog niet onder het gezag van de Castiliaanse Kroon was geplaatst, te veroveren. De Guanchen gaven zich echter niet gewonnen. Vele Castilianen stierven tijdens de gevechten en Alonso Fernández de Lugo was genoodzaakt zijn troepen terug te trekken van Tenerife, om een jaar later terug te keren. Deze keer lukte het hem wel om het eiland te veroveren: in 1496 werd het laatste verzet van de mencey Bencomo van Taoro (de huidige Orotava-vallei) gebroken. Na de overwinning op de Guanches stichtte De Lugo de plaats San Cristóbal de La Laguna, naast een lagune die ongeveer 7 kilometer van de baai Añaza ligt.
Op de luchthaven Tenerife Noord, voorheen Los Rodeos, vond in 1977 de grootste vliegtuigramp uit de geschiedenis plaats.
Spanje wist bij de toetreding tot de Europese Unie een aparte status voor de Canarische Eilanden te verkrijgen, zodat deze als vrijhandelszone bleven bestaan.

## Geografie

### Santa Cruz de Tenerife
De hoofdstad van Tenerife is het aan de oostkust gelegen Santa Cruz de Tenerife: een grote stad met een belangrijke haven voor vracht- en cruiseschepen en tevens doorvoerhaven voor o.a. de andere Canarische Eilanden. Het is tevens een van de hoofdsteden van de Canarische archipel. Van 1833 tot 1927 was Santa Cruz de Tenerife de enige hoofdstad van de Canarische Eilanden, totdat in 1927 werd bepaald dat het op Gran Canaria gelegen Las Palmas de Gran Canaria een van de hoofdsteden van de archipel is. Sindsdien vormen zowel Santa Cruz als Las Palmas de hoofdsteden van de Canarische Eilanden. 

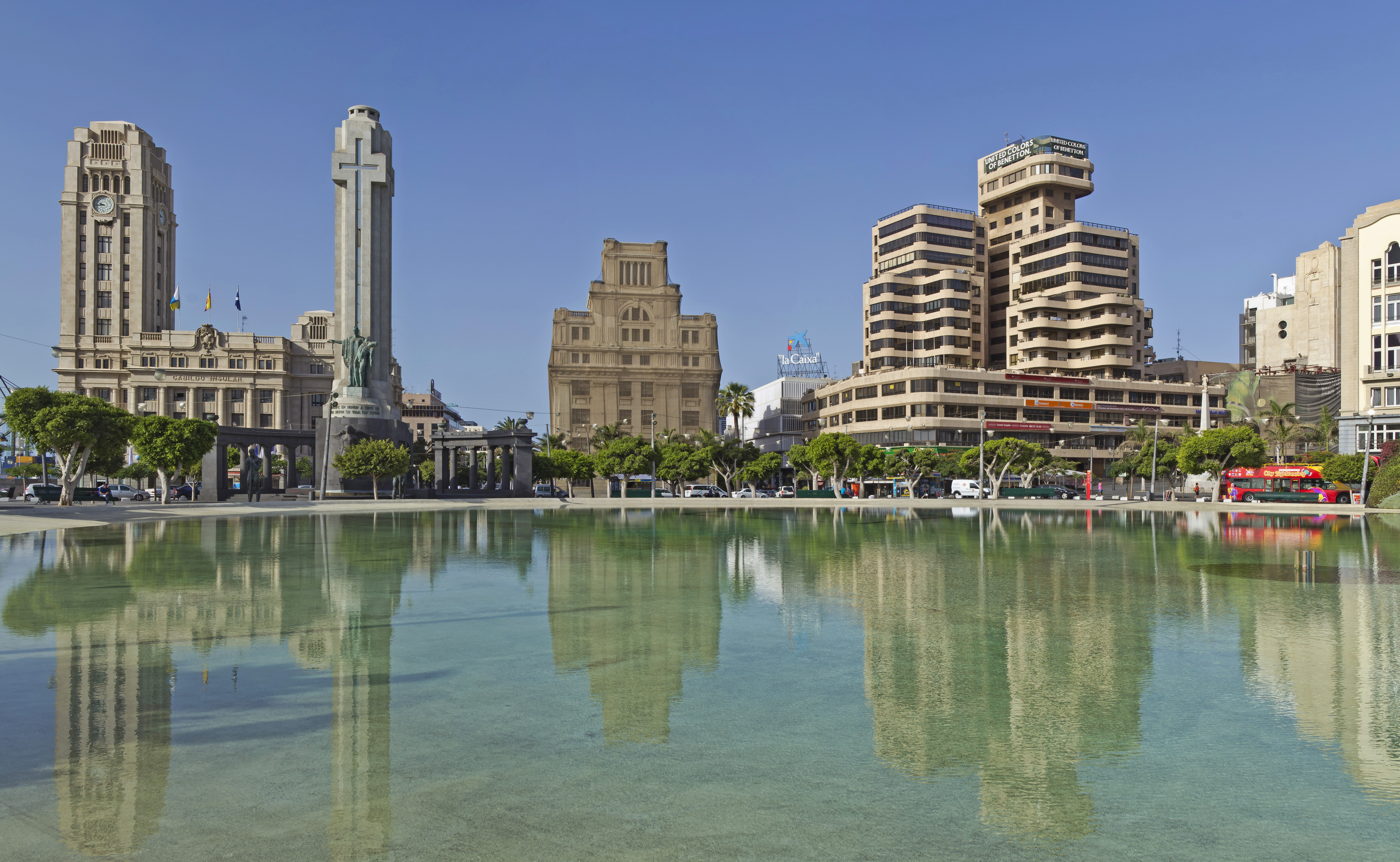
Plaza de España, Santa Cruz de Tenerife

### Bestuurlijke indeling
De 31 gemeenten waarin Tenerife als Spaanse provincie is ingedeeld zijn:
- Adeje
- Granadilla de Abona
- San Cristóbal de La Laguna
- Arafo
- Guía de Isora
- San Juan de la Rambla
- Arico
- Güímar
- San Miguel de Abona
- Arona
- Icod de los Vinos
- Santa Cruz de Tenerife
- Buenavista del Norte
- La Guancha
- Santa Úrsula
- Candelaria
- La Matanza de Acentejo
- Santiago del Teide
- El Rosario
- La Orotava
- Tacoronte
- El Sauzal
- La Victoria de Acentejo
- Tegueste
- El Tanque
- Los Realejos
- Vilaflor
- Fasnia
- Los Silos
- Garachico
- Puerto de la Cruz

### Plaatsen
Aan de westkust ligt Playa de San Juan. Vanuit deze plaats heeft men een fraai uitzicht over de Atlantische Oceaan naar het buureiland La Gomera. Enkele andere plaatsen op Tenerife zijn:
- Garachico
- Masca
- Los Gigantes
- Puerto de Santiago
- Playa de la Arena
- Callao Salvaje
- Playa Paraíso
- Costa Adeje
- San Andrés

## Klimaat

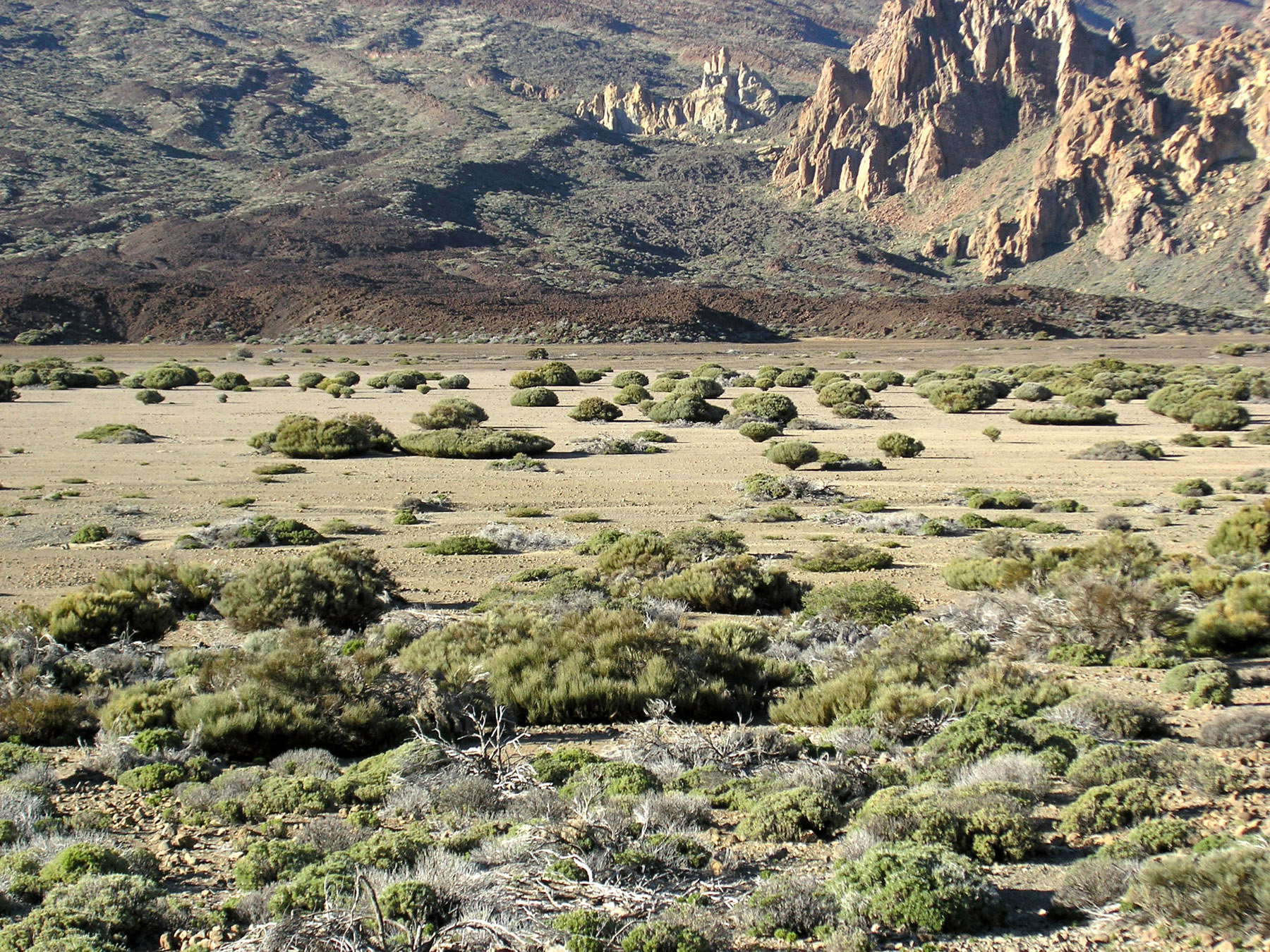
Landschap in het natuurgebied rondom de Teide

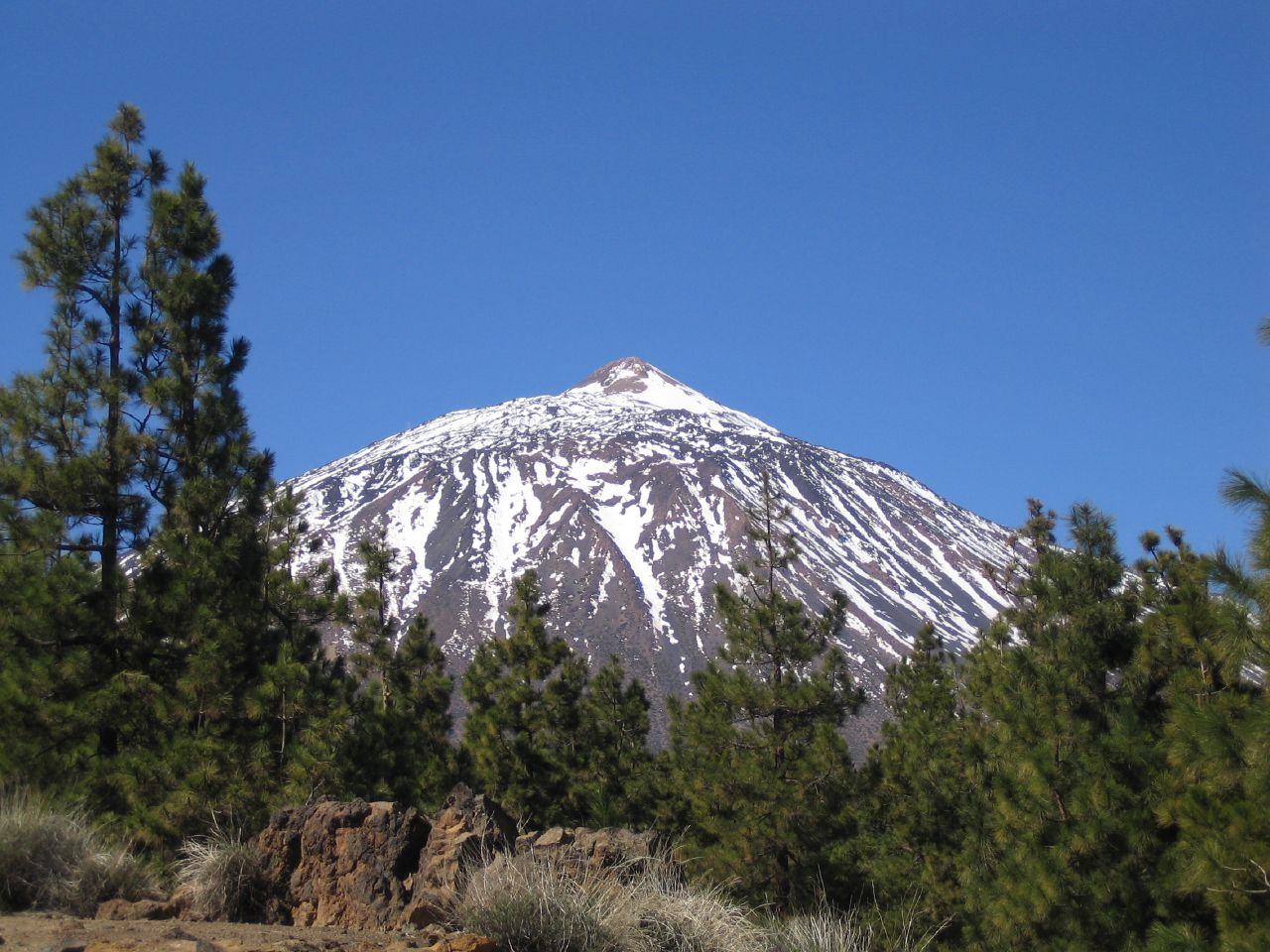
Sneeuw op de top van de Teide

Dankzij de passaatwind en de ligging is het klimaat op Tenerife gelijkmatig met temperaturen van 's winters rond 19° tot 's zomers 25°. De nachttemperaturen liggen 's winters rond 14° en 's zomers rond 21°. Hierdoor wordt Tenerife ook het eiland van de eeuwige lente genoemd. Dit is echter niet op elk deel van het eiland correct. Net als op de buureilanden heeft Tenerife een weergrens en dat is met name in de winter voelbaar en zichtbaar. De oorzaak hiervan is de vulkaan Pico del Teide. De vochtige wolken boven de Atlantische Oceaan blijven hangen tegen de bergen. Mede hierdoor kent het noorden van Tenerife een rijke subtropische vegetatie. In het noorden van Tenerife is het vaker bewolkt en regenachtig dan in het zuiden van het eiland. De hoeveelheid neerslag varieert per jaar van 150 mm in het zuidoosten (Arona) tot rond 900 mm in het noordwesten (Aguamansa).
Bij aanvoer van hete lucht uit de westelijke Sahara kan het op Tenerife in de zomermaanden soms meer dan 35° worden. De oostzuidoostelijke wind is dan vrij sterk en voert veel zand en stof aan. De bewoners noemen dit de Calima.
Boven de 2000 meter komt in de periode november-april sneeuw voor. Vooral de 3718 meter hoge top van El Teide is dan langere tijd bedekt met sneeuw.
| Maand                                 | jan  | feb  | mrt  | apr  | mei  | jun  | jul  | aug  | sep  | okt  | nov  | dec  | Jaar |
| ------------------------------------- | ---- | ---- | ---- | ---- | ---- | ---- | ---- | ---- | ---- | ---- | ---- | ---- | ---- |
| Hoogste maximum (°C)                  | 30,4 | 31,5 | 35,2 | 38,5 | 40,8 | 42,2 | 42,4 | 43,0 | 42,4 | 37,6 | 33,2 | 30,8 | 43   |
| Gemiddeld maximum (°C)                | 21,0 | 21,2 | 22,1 | 22,7 | 24,1 | 26,2 | 28,7 | 29,0 | 28,1 | 26,3 | 24,1 | 22,1 | 24,6 |
| Gemiddeld minimum (°C)                | 15,4 | 15,3 | 15,9 | 16,5 | 17,8 | 19,5 | 21,2 | 21,9 | 21,7 | 20,3 | 18,4 | 16,6 | 18,4 |
| Laagste minimum (°C)                  | 10,5 | 10,8 | 11,2 | 12,1 | 14,2 | 16,7 | 18,7 | 20,1 | 18,2 | 15,6 | 13,3 | 11,8 | 10,5 |
|                                       |      |      |      |      |      |      |      |      |      |      |      |      |      |
| Neerslag (mm)                         | 32   | 35   | 38   | 12   | 4    | 1    | 0    | 2    | 7    | 19   | 34   | 43   | 227  |
| Bron: Agencia Estatal de Metereologia |      |      |      |      |      |      |      |      |      |      |      |      |      |

| Maand                       | jan | feb | mrt | apr | mei | jun | jul | aug | sep | okt | nov | dec | Jaar |
| --------------------------- | --- | --- | --- | --- | --- | --- | --- | --- | --- | --- | --- | --- | ---- |
| Gemiddeld maximum (°C)      | 22  | 22  | 23  | 23  | 24  | 26  | 28  | 29  | 28  | 27  | 25  | 23  | 25   |
| Gemiddeld minimum (°C)      | 15  | 15  | 17  | 16  | 17  | 19  | 20  | 21  | 21  | 20  | 18  | 18  | 18   |
|                             |     |     |     |     |     |     |     |     |     |     |     |     |      |
| Neerslag (mm)               | 17  | 21  | 15  | 7   | 2   | 0   | 0   | 0   | 4   | 12  | 26  | 30  | 134  |
| Bron: Klimaat Tenerife Zuid |     |     |     |     |     |     |     |     |     |     |     |     |      |

| Maand                                 | jan  | feb  | mrt  | apr  | mei  | jun  | jul  | aug  | sep  | okt  | nov  | dec  | Jaar |
| ------------------------------------- | ---- | ---- | ---- | ---- | ---- | ---- | ---- | ---- | ---- | ---- | ---- | ---- | ---- |
| Gemiddeld maximum (°C)                | 16,0 | 16,7 | 18,2 | 18,5 | 20,1 | 22,2 | 24,7 | 25,7 | 24,9 | 22,5 | 19,6 | 17,1 | 20,5 |
| Gemiddeld minimum (°C)                | 10,2 | 10,0 | 10,7 | 10,9 | 12,0 | 14,0 | 15,7 | 16,6 | 16,5 | 15,2 | 13,3 | 11,5 | 13,0 |
|                                       |      |      |      |      |      |      |      |      |      |      |      |      |      |
| Neerslag (mm)                         | 80   | 70   | 61   | 39   | 19   | 11   | 6    | 5    | 16   | 47   | 81   | 82   | 517  |
| Bron: Agencia Estatal de Metereología |      |      |      |      |      |      |      |      |      |      |      |      |      |

## Geologie
Tenerife is, net als de overige Canarische Eilanden, van vulkanische oorsprong.
Er zijn vier vulkaanuitbarstingen gedocumenteerd:
- 1704: uitbarsting van de vulkanen Siete Fuentes, Fasnia en Arafo
- 1706: uitbarsting van de Montaña Negra. Deze uitbarsting duurde 40 dagen en de stad Garachico werd grotendeels verwoest.
- 1798: uitbarsting van de Pico Viejo
- 1909: uitbarsting van de vulkaan Chinyero

Geen van deze uitbarstingen heeft mensenlevens gekost.

## Natuur

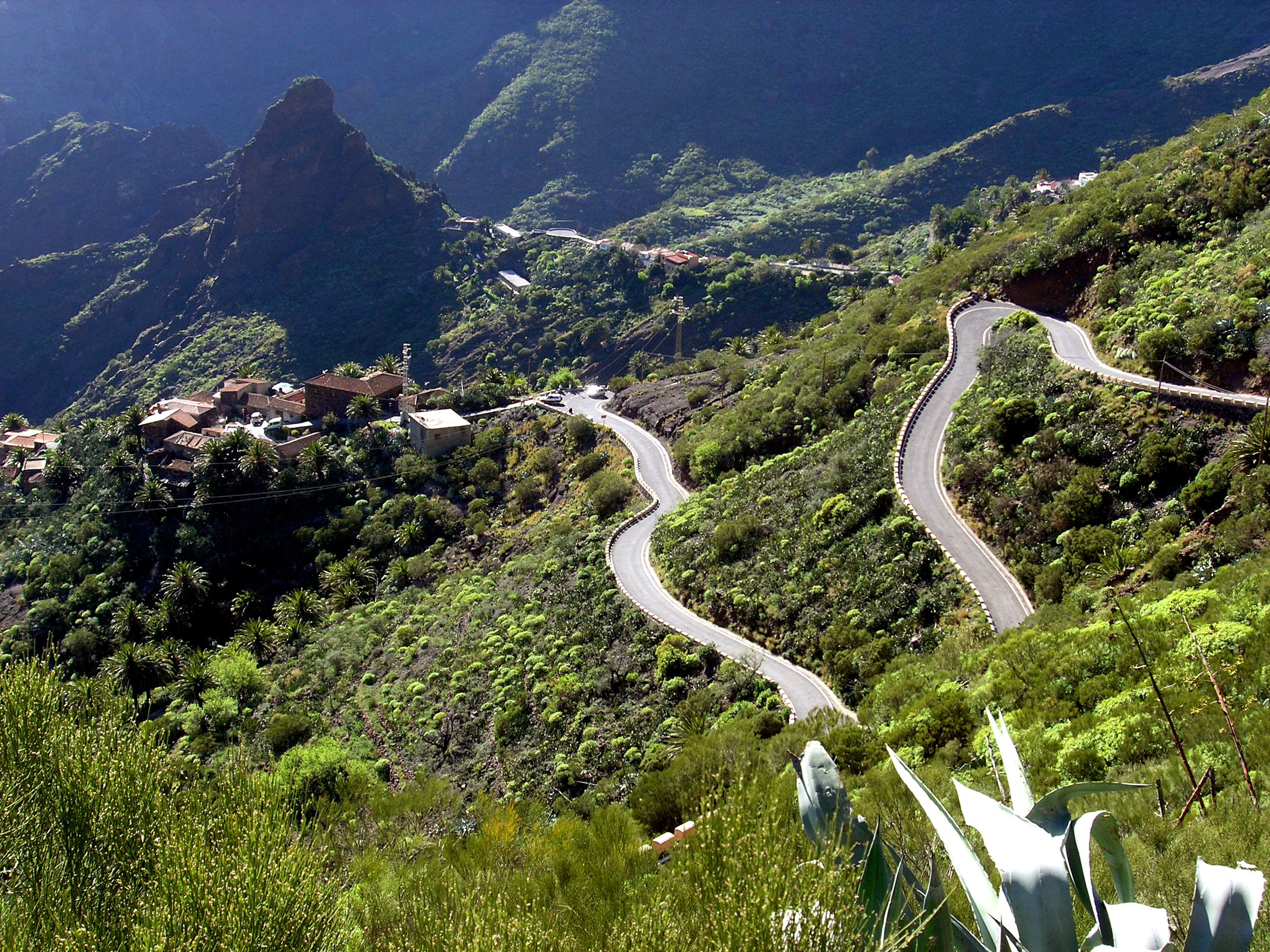
Binnenland van Tenerife

Het eiland wordt gekenmerkt door hoge bergformaties die grofweg van het noordoosten tot aan het zuidwesten georiënteerd zijn. Aan weerskanten lopen de hellingen steil af naar zee. De noordelijke en westelijke helft van Tenerife heeft begroeide en vrij vruchtbare valleien waar tevens uitgestrekte bananenplantages voorkomen. De vallei van La Orotava staat bekend om het sterk wisselende natuurschoon. Datzelfde geldt voor het nationale natuurreservaat Las Cañadas, gelegen rondom de vulkanen Pico del Teide en Pico Viejo. Het woeste en ruige landschap van Las Cañadas heeft veel weg van dat van de maan. Tenerife heeft, op een paar uitzonderingen na, zwarte lavastranden.

## Cultuur
Voor de eilandbewoners is het carnaval een belangrijk feest van het jaar. Dat geldt ook voor Romeria (wat vrij vertaald "oogstfeest" betekent), met zijn Baile de Mago, ofwel boerendans. De Romeria wordt hoofdzakelijk in het noorden van het eiland gevierd, door zowel jong en oud in de lokale klederdracht.
De belangrijkste krant op het eiland is El Día. Deze krant legt een zeer sterke nadruk op de eigen identiteit van het eiland en is een spreekbuis voor independentisten en Canarische nationalisten. De krant heeft tevens een eigen televisie- en radiostation.

### Sport
Er zijn op Tenerife tal van watersporten te beoefenen, waaronder het windsurfen. Bij de bekende windsurfspot El Medano worden ieder jaar de wereldkampioenschapswedstrijden gehouden door de professionals op dit gebied. De omstandigheden zijn goed door de wind. Daarnaast zijn er als gevolg van de bergen talloze mogelijkheden om verschillende vormen van de klimsport te beoefenen.
De plaatselijke voetbalclub CD Tenerife speelde in de Segunda División A van het Spaanse betaald voetbal. In 2024/2025 speelt de ploeg in LaLiga 2.

## Verkeer en vervoer
Tenerife beschikt over twee vliegvelden:
- Luchthaven Tenerife Zuid (TFS), genoemd als La Reina Sofía aeropuerto, wordt gebruikt voor internationale vluchten.
- Luchthaven Tenerife Noord (TFN), beter bekend als Los Rodeos, voor binnenlandse vluchten en voor vluchten tussen de Canarische Eilanden onderling.

Het laatstgenoemde vliegveld ligt, zoals de naam al aangeeft, in het noorden van Tenerife. Het ligt in het binnenland, vlak bij San Cristóbal de La Laguna en de hoofdstad Santa Cruz de Tenerife.
Op dit vliegveld vond in 1977 de grootste vliegtuigramp uit de geschiedenis plaats en er staat sinds 2007 een monument voor de slachtoffers.

## Toerisme
Van de 11.759.849 buitenlandse toeristen die in 2015 de Canarische Eilanden bezochten, deden 4.203.928 Tenerife aan. Vooral het zuidwesten van Tenerife wordt druk bezocht. Hier zijn dan ook veel accommodaties te vinden. De plaats Puerto de la Cruz aan de noordelijke kust is een belangrijke badplaats. Tenerife heeft twee moderne internationale luchthavens (Tenerife Noord en Zuid) die het eiland verbinden met diverse steden in Europa. Vanuit Nederland en België is het ongeveer 4½ uur vliegen naar Tenerife. Het eiland beschikt over een moderne wegeninfrastructuur. Twee autosnelwegen verbinden noord en zuid en regelmatige diensten van autobussen bereiken alle punten van het eiland.

### Bezienswaardigheden
- El Teide, het hoogste punt van Spanje en de Teleférico del Teide
- Het Auditorio de Tenerife, ontworpen door Santiago Calatrava, is een van de belangrijkste voorbeelden van de Spaanse hedendaagse architectuur
- Aan de oostkust van Tenerife liggen de piramides van Güímar
- Basílica de Nuestra Señora de la Candelaria, binnen is een standbeeld van de Maagd van Candelaria, patroonheilige van de Canarische Eilanden
- Loro Parque in het plaatsje Punta Brava, Puerto de la Cruz, een groot vogelpark met dierenshows
- Siam Park, een groot waterpark
- Mascakloof
- Sterrenkijken op Vulkaan Teide

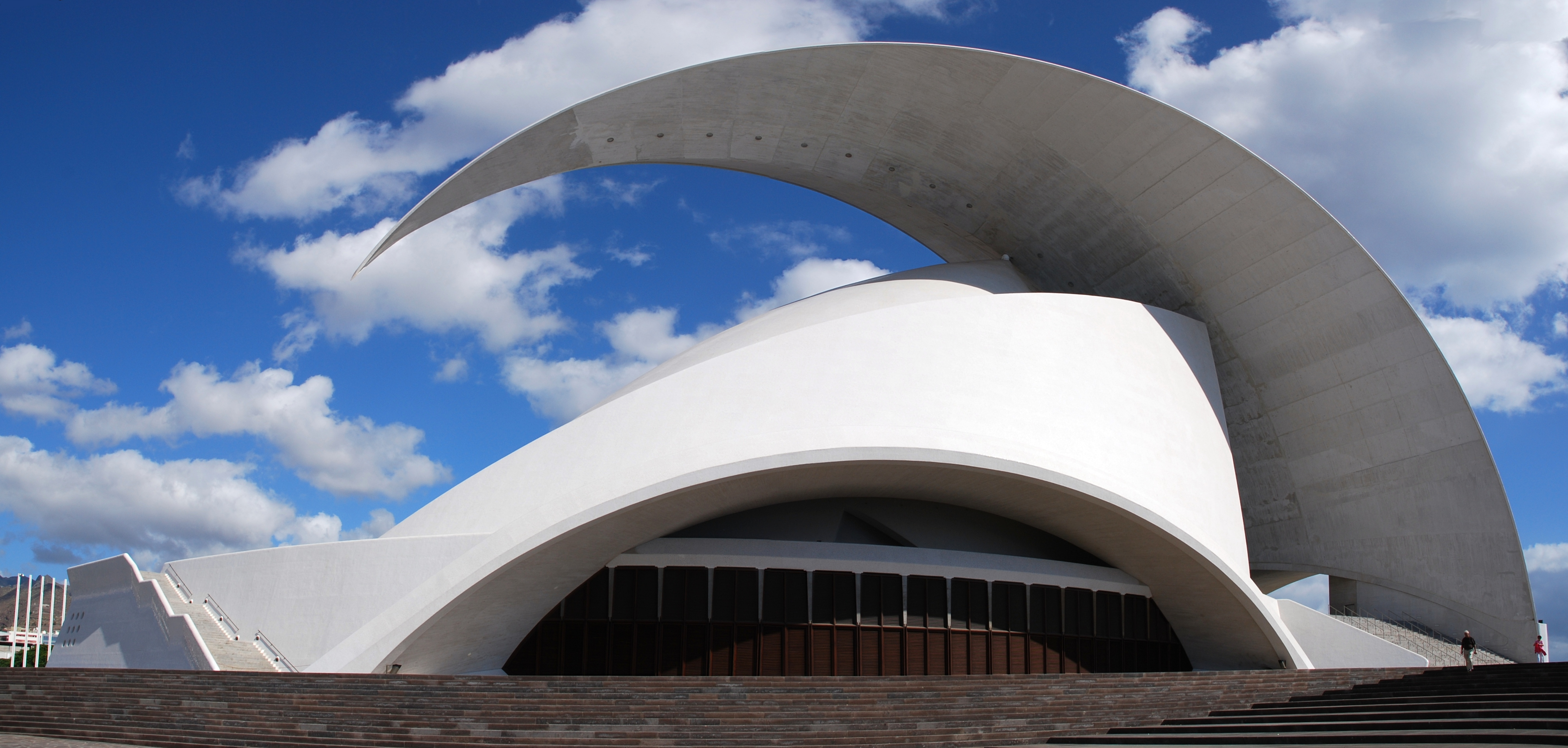
Auditorio de Tenerife
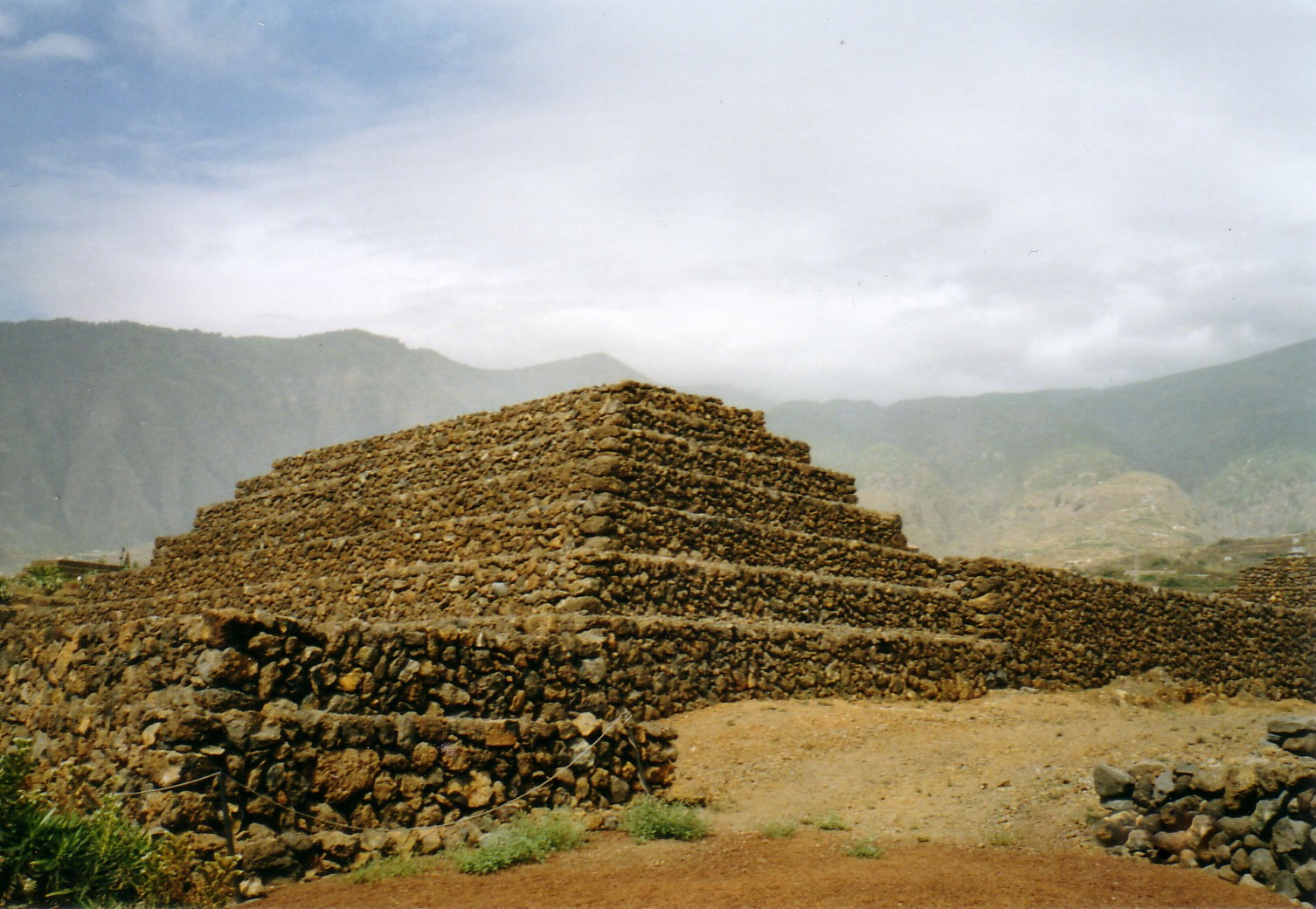
Een van de piramides van Güímar
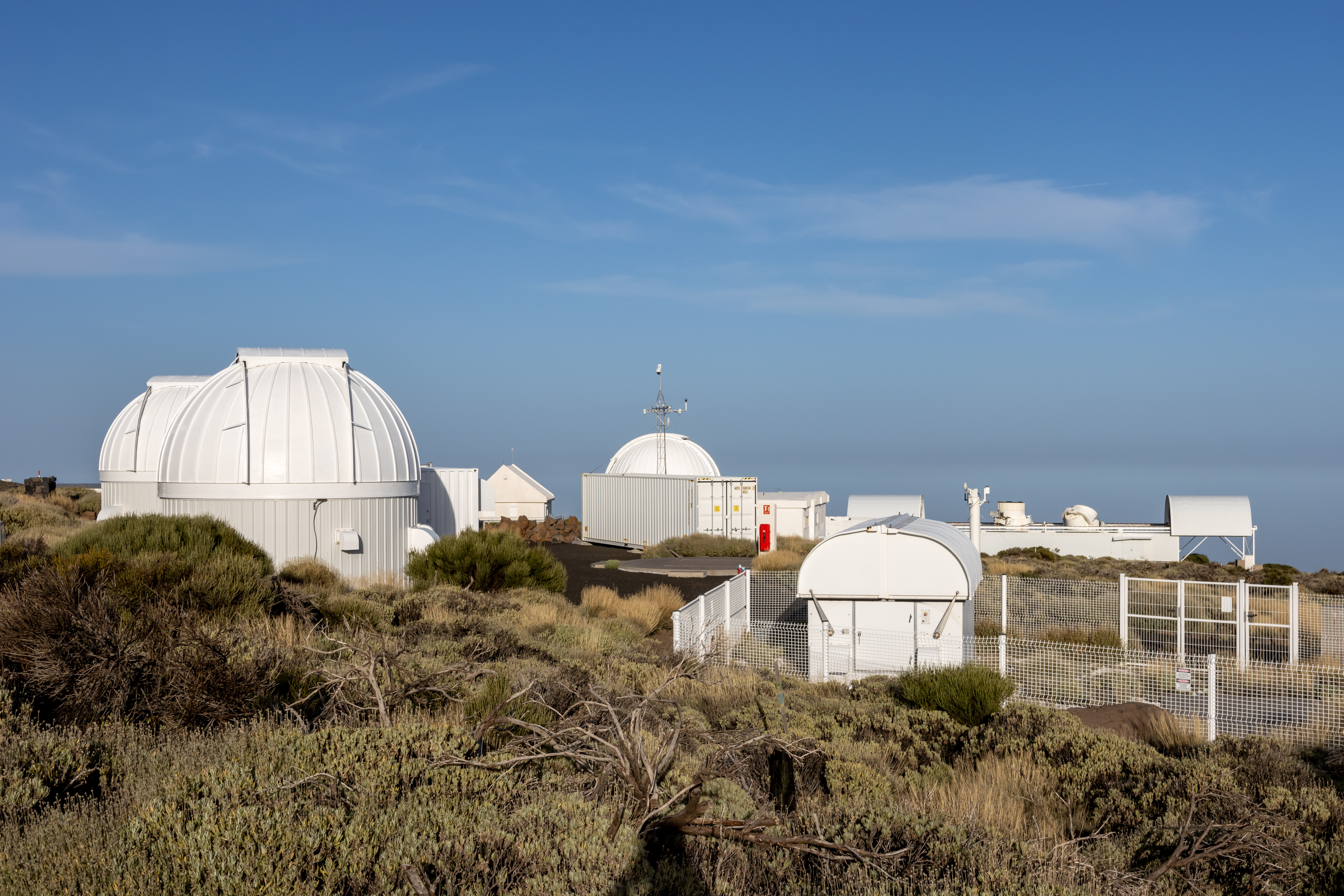
Teide observatorium

### Wandelen

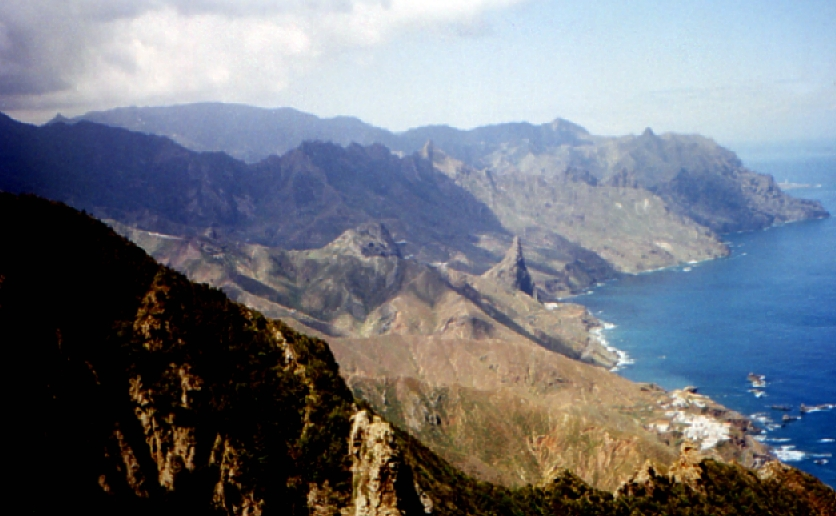
Landschap in het Anagagebergte

Wandelen op de Canarische Eilanden is erg populair. Tenerife kent honderden gemarkeerde wandelpaden welke men individueel of onder begeleiding kan begaan. Met name het dorp Vilaflor (1500 m hoog) biedt uitgelezen mogelijkheden voor wandelingen. Bijna de helft van het eiland is beschermd natuurgebied. Hieronder vallen onder andere het nationaal park van de Teide, het dennenbos van La Esperanza en het gebergte van Anaga. In Anaga bestaat een deel van de bossen uit laurierbomen. De Laurisilva is een dicht bos waarin vooral laurierachtigen en varens te vinden zijn. Deze planten zijn tijdens het Tertiair verdwenen uit het Mediterrane bekken en zijn vandaag de dag alleen nog te vinden in Macaronesië, waartoe ook de Canarische Eilanden behoren.
Van de langeafstandwandelroutes is te noemen de GR-131, die van Arona vertrekt richting Vilaflor en dan ten oosten van El Teide via El Portillo loopt naar La Esperanza ten zuiden van San Cristóbal de La Laguna. Aan verlenging enerzijds tot Los Christianos en anderzijs tot Santa Cruz zou gewerkt worden. Het traject tussen Montaña de Roque en El Portillo biedt een schitterend panorama terwijl het aantal hoogtemeters gering is.

### Dolfijnen en walvissen
In de wateren tussen Tenerife en La Gomera leeft een kolonie Indische grienden, evenals andere dolfijnen en walvisachtigen. Dagelijks vertrekken verschillende boten vanuit de havens van Los Cristianos, Puerto Colón, Puerto Santiago, Costa Adeje en Los Gigantes (allemaal gelegen in het zuiden) voor excursies om deze dieren te observeren. De overheid heeft licenties uitgegeven aan de boten die zich houden aan verantwoord dolfijnen en walvissen spotten. Deze licentie , waarborgt dat de excursies op een duurzame manier plaatsvinden.

### Gastronomie
De keuken op Tenerife heeft, vooral in de toeristische centra, een groot aanbod.
Onder de traditionele specialiteiten is het grootste aanbod de papas arrugadas, de mojos rojo en verde (sausjes van pepers of koriander), verschillende soorten honing en zeevruchten. Van alle producten uit de Canarische keuken is gofio de voornaamste. Dit bestaat onder andere uit geroosterde tarwebloem. In Tenerife bestaat een grote kaastraditie afkomstig van de inheemse bevolking, die om in haar culinaire behoeften te voorzien grotendeels aangewezen was op geiten en schapen.
Wat de wijnbouw op de Canarische Eilanden betreft, komt de meeste wijn van Tenerife.